# Renan Michelucci
Renan Michelucci Moralez (San Paolo, 3 gennaio 1994) è un pallavolista brasiliano, centrale dello Stade Poitevin.

## Carriera

### Club
Renan Michelucci muove i primi passi nella pallavolo con l'Ibirapuera e prosegue a livello scolastico, giocando col Colégio Campos Salles e col Memorial Salto Triplo. In seguito, dopo una parentesi col São Caetano per il Campionato Paulista 2013, continua la sua formazione a livello giovanile con il Vila Santista, finché nel gennaio 2015 firma il suo primo contratto da professionista, approdando in Italia, dove col Molfetta partecipa alla Superlega.
Rientrato in patria, partecipa a tre edizioni della Superliga Série B con tre club diversi (São Bernardo, APAN e Botafogo), prima di accasarsi nel campionato 2018-19 alla Funvic, in Superliga Série A, conquistando il Campionato Paulista e lo scudetto; nel campionato seguente viene invece ingaggiato dall'AEESB.
Nella stagione 2020-21 si trasferisce in Germania, giocando in 1. Bundesliga per lo Charlottenburg, con cui conquista la Supercoppa tedesca e lo scudetto, mentre nella stagione successiva difende i colori del Paris, nella Ligue A francese: resta nel massimo campionato transalpino anche nell'annata 2022-23, ingaggiato dal Montpellier, col quale conquista la Supercoppa francese.
Nella stagione 2023-24 rientra in patria per indossare la casacca del Minas con il quale ottiene il premio come miglior centrale al campionato mondiale per club, ma già nella stagione seguente è nuovamente nella massima divisione francese, questa volta con lo Stade Poitevin.

### Nazionale
Nel 2019 fa parte della selezione universitaria brasiliana impegnata alla XXX Universiade.

## Palmarès

### Club
- Campionato brasiliano: 1

2018-19
- Campionato tedesco: 1

2020-21
- Supercoppa tedesca: 1

2020
- Supercoppa francese: 1

2022
- Campionato Paulista: 1

2018

### Premi individuali
- 2023 - Campionato mondiale per club: Miglior centrale